# Дигби, Александр Петрович
Александр Петрович Дигби (известен также как Александр Дигби (старший), 1758, Тоскана — не ранее 1840, Российская империя) — российский архитектор итальянского происхождения, работавший в южных губерниях Российской империи, в основном в Астрахани, на рубеже XVIII—XIX веков. Его сын, Александр Александрович Дигби (младший), также архитектор (работал в Керчи), что часто приводит к путанице.

## Биография
Александр Петрович Дигби (старший) (1758—после 1840) родом из Италии, из Тосканы. Это был один из множества иностранных специалистов — архитекторов, топографов, строителей, которые были привлечены российской императрицей Екатериной Великой для развития вновь присоединённых к Российской империи южных губерний. О его биографии до приезда в Россию известно очень мало. Он приехал в Астрахань в 1786 году и в качестве губернского архитектора плодотворно проработал до 1803 года.
В 1804 году Александр Дигби (старший) писал:
«Я итальянец по национальности и подданной Его Величества императора Австрии, мне 46 лет, я женат, имею четверых детей и тёщу вдову… Я имел честь служить Её Императорскому Величеству в качестве архитектора губернского города Астрахани с 1786 по 1803 год и в этот промежуток времени я выполнял свои обязанности с успехом и со всем рвением…».
В 1803 году привлекался к суду, но был оправдан, в 1818—1825 работал в Одессе. Предположительно в 1825—1830 переехал в Херсон.
Даже капитальное исследование В. И. Тимофеенко «Зодчии Украины» не даёт никакой биографической информации о Дигби младшем. Его родство с Дигби старшим пока предположительно.
В третьем десятилетии XIX века А. А. Дигби (младший) работает в Новороссийской губернии, известны его крупные постройки в Керчи, где он служил городским архитектором вместе с И. И. Тумковским в 1830—1840 годах.

## Известные проекты А. Дигби (старшего)

### Генеральный план Астрахани 1801 года[1]
Генеральный план Астрахани разрабатывался А. Дигби с 1786 по 1798 год и был принят последним из семи сменивших друг друга за этот период гражданским губернатором Н. С. Захаровым. В 1801 году план был высочайше утверждён вместе с Правилами производства построек. В Астрахани Дигби послужил проводником градостроительной политики императрицы Екатерины II по преобразованию русских городов, связанной с реформой государственного административного управления. В её честь главная улица Белого города Большая Продольная стала именоваться Екатерининской. Согласно Генеральному плану Дигби, был осуществлён ряд противопожарных мер: снос ветхих построек Кремля и Белого города, освобождение проезда от деревянных строений, послуживших причиной пожара 1778 года, устройство вокруг Белого города эспланады, каменная застройка не ниже и не выше двух этажей. Владельцам сносимых домов безвозмездно выделялись участки за каналом для жилого строительства и закладки садов. В экспликации Генплана оговорено, что «по сему плану назначается в ломку… обывательских домов ветхих и малых три, а деревянных весьма меньше, нежели в планах предыдущих». Старым армянским и татарским кварталам придавалась регулярная форма, а меридиональные улицы обустраивались перпендикулярно прорытому в 1794 году каналу. Эта планировочное решение задавало ориентацию новой застройки на кремль и Белый город, подчиняло её сложившемуся историческому ядру. Дигби ввёл специализацию площадей по видам товаров — мясную, рыбную, фруктовую, сенную, дровяную и другие. Они планировались близ рек Кутума и Волги. Розничная торговля рассредоточивалась вдоль водных границ Белого города, ещё подчеркивая его островной характер. Предусматривалось обустройство набережных, разводных мостов, шлюзов, земляного вала для защиты новых кварталов от разлива речки Бакалды, валов и рвов вокруг Белого города. Одной из важных планировочных задач А. Дигби было решение обустройства центра Белого города.

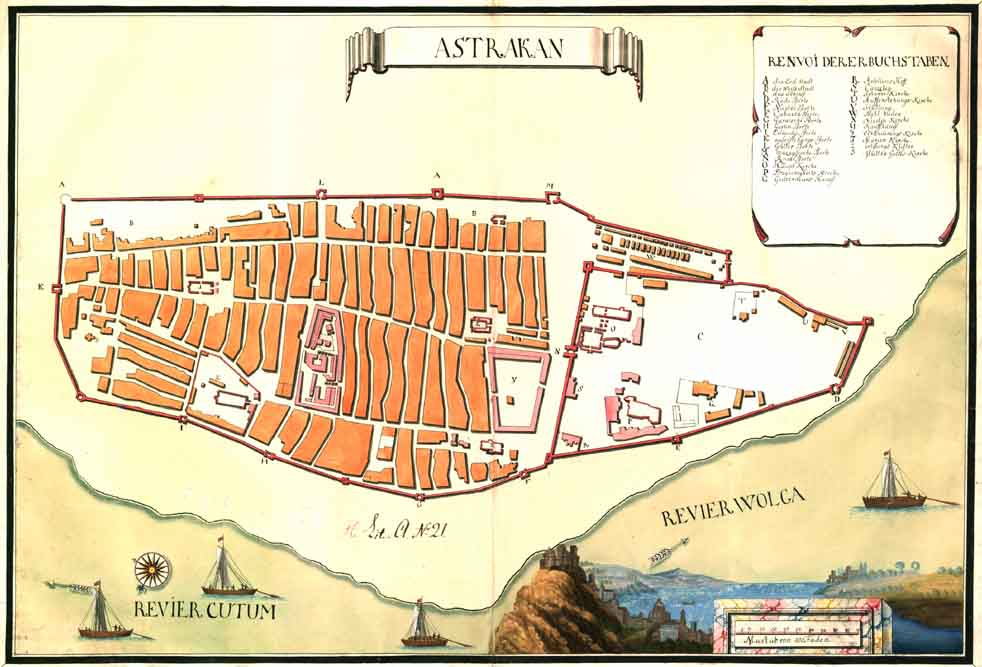
План Астрахани. Конец XVIII века
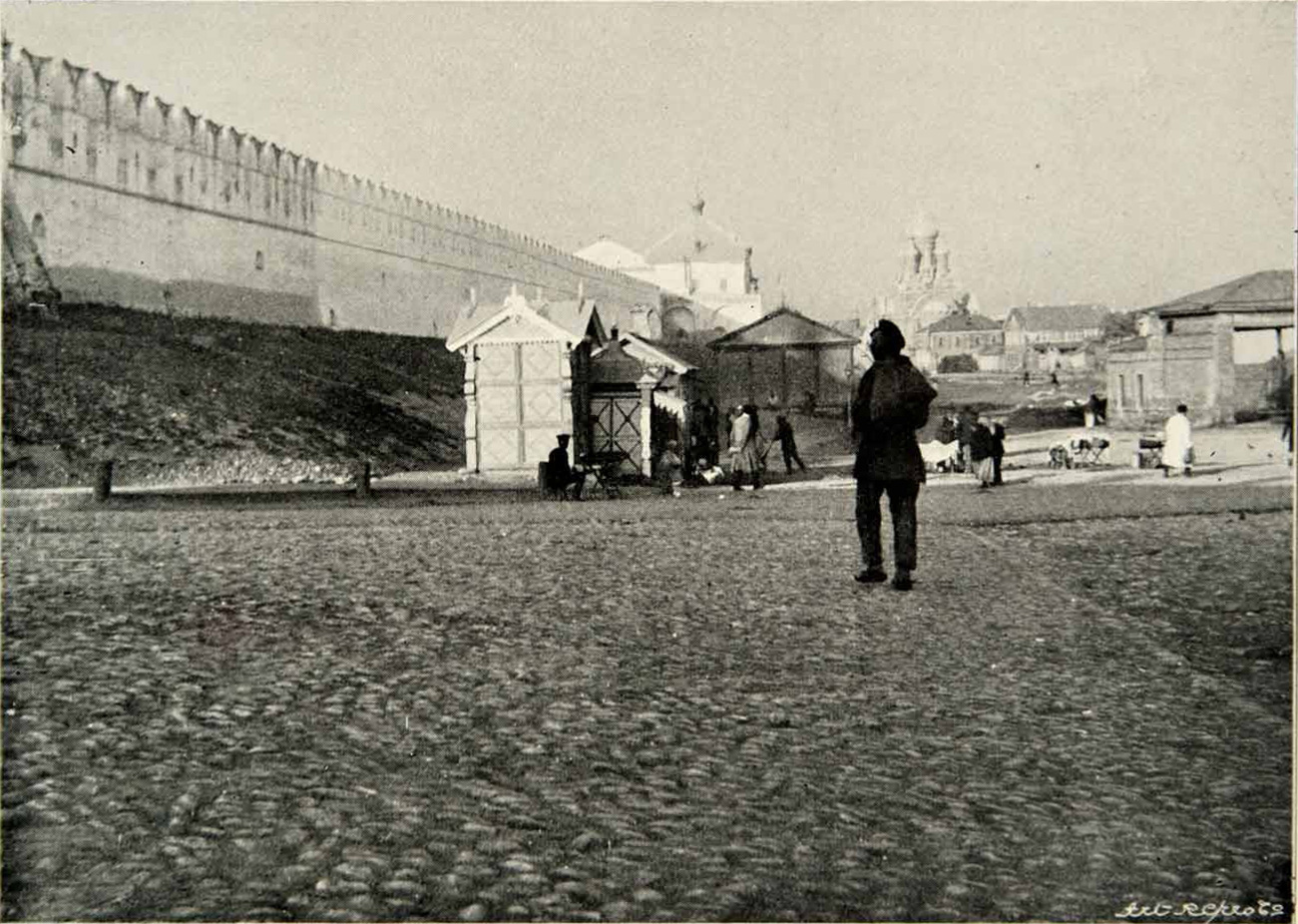
Эспланада была образована по генеральному плану Дигби
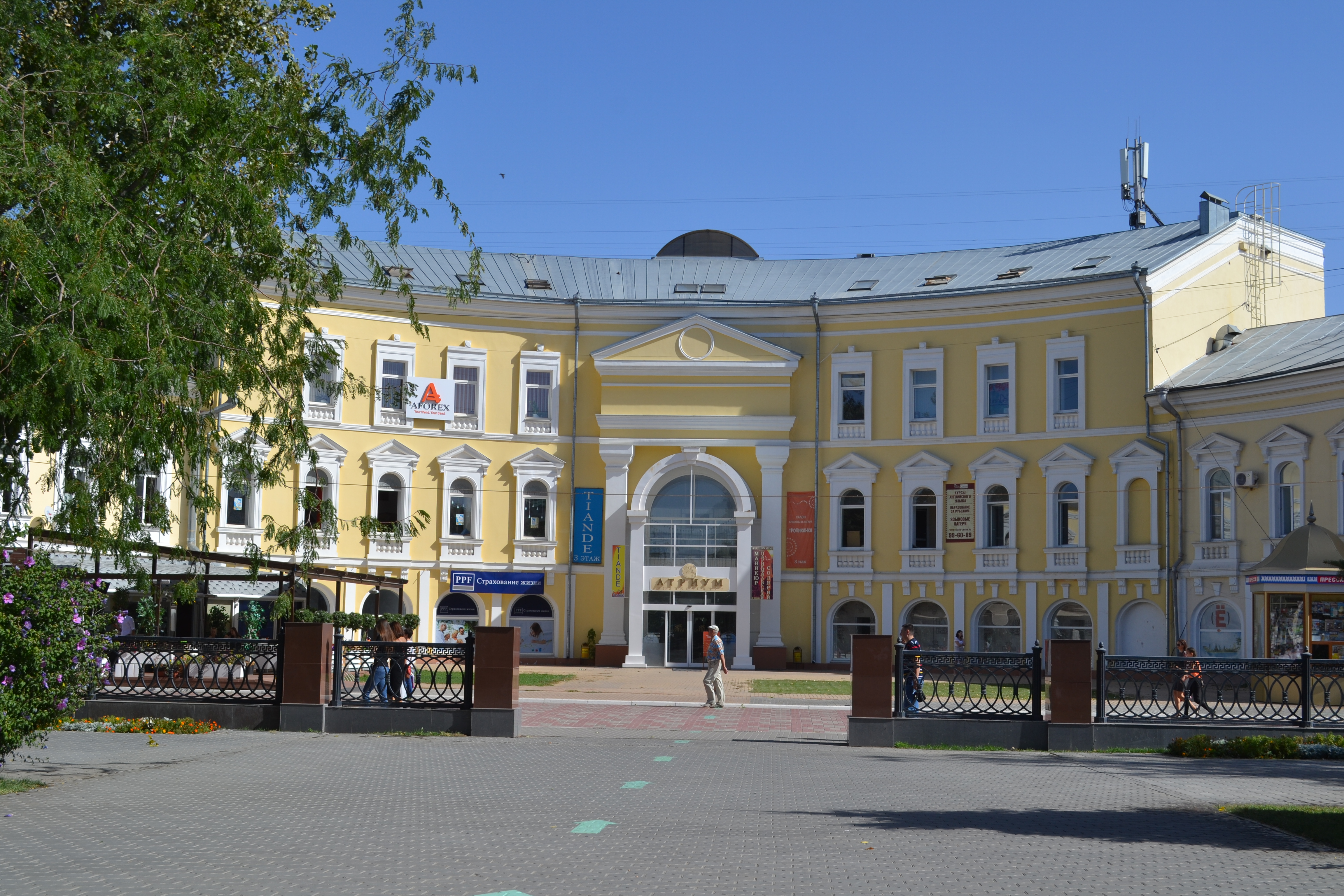
Губернаторский дом (бывший дом Дилянчеева, комплекс), 1786-1803
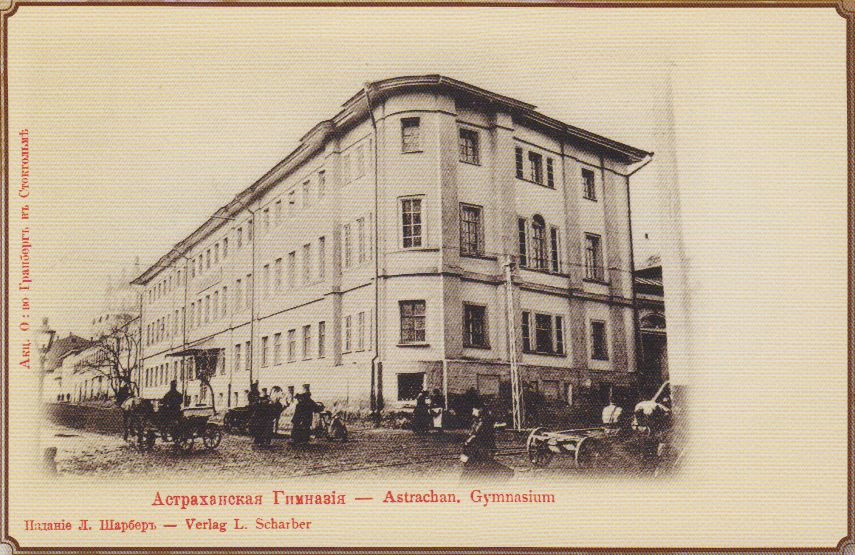
Здание Астраханской гимназии, проект А. Дигби, 1806

### Гражданская и жилая застройка центра Астрахани
На пересечении улицы Советской с улицей Кирова до ноября 2009 года находилась ныне утраченная гостиница «Новомосковская». Она сменила много названий — сначала «Дом Московский гостиный с погребами и лавками», дом Приказа Общественного Призрения, потом — Губернский архив (1840—1876). Постройка периода 1793—1797 годов по проекту Дигби, отмечено на плане Астрахани 1797 года. Часть кирпича для его взяли при разборке строений Троицкого монастыря, кирпич для которых ещё раньше мог быть взят из построек Сарай-Бату, столицы Золотой Орды. Оно было частью комплекса из трёх строений: Главного народного училища и двух корпусов торговых заведений. Трёхэтажный корпус Московского торгового дома состоял из лавок, погребов и частично жилых помещений, сдаваемых в аренду купцам. Подвергалось перестройке в середине XIX веке и в 1885—1887 годах. А. Дигби был архитектором мужской гимназии, образованной в 1806 году. Здание гимназии было перестроено в начале XX века, ныне утрачено.
На углу улиц Московской и Полицейской по проекту Дигби было начато сооружение дома Минаса Дилянчеева, который осуществлял торговлю с Персией, Хивой, Бухарой. Стройка началась 1786 году. По замыслу Дигби проектируемый квартал, занимаемый домом Дилянчеева, должен стать организующим звеном ансамбля центра Астрахани. Симметричный ансамбль должен был вписаться вдоль восточной границы Торговой площади. Двухэтажный фасад зданий в средней части напротив Русского двора, сменялся полукружием одноэтажной галереи. Из-за финансовых затруднений заказчика из северной части был возведён лишь флигель, который должен был служить продолжением левого крыла. Незаконченным осталось и второе крыло, был возведён один флигель (Театральный переулок, дом 2Б). В 1787 году Дилянчеев ходатайствовал перед властями с прошением о ссуде, но выделенных 75 тысяч рублей не хватило. Казённая палата конфисковала здание и передала для Губернского Правления. С 1803 года дом Дилянчеева стал резиденцией астраханских губернаторов.

### Работа в Одессе
Профессиональную деятельность А. Дигби старший продолжил в Одессе. Участвует в строительстве дома А. Ланжерона, совместно с архитектором Ф. Шалем в 1816—1817 годах.
В 1822—1824 он строит первый в Одессе каменный мост, который должен был соединить два участка улицы Почтовой над ведущей к порту Карантинной балкой. Автор проекта — известный одесский ученый, инженер Жюст Гаюи (в некоторых источниках Дигби старший указан архитектором, Гаюи — инженером). Сейчас мост известен как мост Новикова, по имени инициатора строительства и подрядчика. В журнале Строительного комитета от 23 марта 1822 года имеется запись по поводу сооружения каменного моста на Почтовой улице: «Мост в сем последнем месте, то есть по улице Коммерческого банка, есть нужнейший».